# 1993–1994-es olasz labdarúgókupa
Az 1993–1994-es olasz labdarúgókupa az olasz kupa 47. kiírása. A kupát a Sampdoria nyerte meg, negyedszer.

## Eredmények

### Első forduló
| 1. csapat      | Eredmény  | 2. csapat |
| -------------- | --------- | --------- |
| Vicenza        | 1–0       | Modena    |
| Perugia        | 2–1       | Genoa     |
| SPAL           | 1–2 (hu.) | Cosenza   |
| Acireale       | 0–1       | Ascoli    |
| Giarre         | 0–2 (hu.) | Ancona    |
| Avellino       | 1–0       | Bari      |
| Fiorentina     | 2–0       | Empoli    |
| Monza          | 1–2 (hu.) | Venezia   |
| Palermo        | 2–1       | Verona    |
| Como           | 1–2       | Brescia   |
| Ravenna        | 0–1       | Cesena    |
| Triestina      | 2–1 (hu.) | Pescara   |
| Bologna        | 1–2       | Padova    |
| Fidelis Andria | 0–2       | Pisa      |
| Salernitana    | 1–2       | Udinese   |
| AlbinoLeffe    | 1–2       | Lucchese  |

### Második forduló
A fordulóban csatlakozó csapatok: Atalanta, Cagliari, Cremonese, Foggia, Internazionale, Juventus, Lazio, Lecce, Milan, Napoli, Parma, Piacenza, Reggiana, Roma, Sampdoria, Torino.
| 1. csapat  | Eredmény       | 2. csapat      | 1. mérk. | 2. mérk. |
| ---------- | -------------- | -------------- | -------- | -------- |
| Milan      | 4–1            | Vicenza        | 3–0      | 1–1      |
| Piacenza   | 3–2            | Perugia        | 3–1      | 0–1      |
| Cosenza    | 2–6            | Atalanta       | 0–2      | 2–4      |
| Ascoli     | 1–3            | Torino         | 1–3      | 0–0      |
| Napoli     | 2–3            | Ancona         | 0–0      | 2–3      |
| Lazio      | 0–2            | Avellino       | 0–2      | 0–0      |
| Fiorentina | 3–0            | Reggiana       | 3–0      | 0–0      |
| Juventus   | 4–5            | Venezia        | 1–1      | 3–4      |
| Parma      | 4–0            | Palermo        | 2–0      | 2–0      |
| Brescia    | 4–2            | Cremonese      | 2–2      | 2–0      |
| Cagliari   | 1–2            | Cesena         | 1–1      | 0–1      |
| Foggia     | 6–2            | Triestina      | 2–2      | 4–0      |
| Padova     | 1–2            | Roma           | 1–1      | 0–1      |
| Sampdoria  | 0–0 (Te.: 3-1) | Pisa           | 0–0      | 0–0      |
| Udinese    | 4–3            | Lecce          | 2–0      | 2–3      |
| Lucchese   | 2–3            | Internazionale | 2–1      | 0–2      |

### Nyolcaddöntő
| 1. csapat  | Eredmény       | 2. csapat      | 1. mérk. | 2. mérk.  |
| ---------- | -------------- | -------------- | -------- | --------- |
| Milan      | 1–2            | Piacenza       | 1–1      | 0–1       |
| Atalanta   | 0–3            | Torino         | 0–3      | 0–0       |
| Ancona     | 3–2            | Avellino       | 1–0      | 2–2       |
| Fiorentina | 1–2            | Venezia        | 1–2      | 0–0       |
| Parma      | 4–3            | Brescia        | 1–1      | 3–2       |
| Cesena     | 1–2            | Foggia         | 1–0      | 0–2 (hu.) |
| Sampdoria  | 3–3 (Te.: 7-6) | Roma           | 2–1      | 1–2       |
| Udinese    | 1–2            | Internazionale | 0–0      | 1–2       |

### Negyeddöntő
| 1. csapat | Eredmény | 2. csapat      | 1. mérk. | 2. mérk. |
| --------- | -------- | -------------- | -------- | -------- |
| Piacenza  | 3–4      | Torino         | 2–2      | 1–2      |
| Venezia   | 0–2      | Ancona         | 0–0      | 0–2      |
| Foggia    | 1–9      | Parma          | 0–3      | 1–6      |
| Sampdoria | 2–1      | Internazionale | 1–0      | 1–1      |

### Elődöntő
| 1. csapat | Eredmény | 2. csapat | 1. mérk. | 2. mérk. |
| --------- | -------- | --------- | -------- | -------- |
| Ancona    | 1–0      | Torino    | 1–0      | 0–0      |
| Sampdoria | 3–1      | Parma     | 2–1      | 1–0      |

### Döntő

#### Első mérkőzés
| 1994. április 6. | Ancona | 0 - 0 | Sampdoria | Stadio del Conero, Ancona Nézőszám: – Játékvezető: Alfredo Trentalange |
| 1994. április 6. |        |       |           | Stadio del Conero, Ancona Nézőszám: – Játékvezető: Alfredo Trentalange |

#### Második mérkőzés
| 1994. április 20. | Sampdoria                                                                                            | 6 - 1 | Ancona   | Stadio Luigi Ferraris, Genova Nézőszám: – Játékvezető: Luciano Luci |
| 1994. április 20. | Vecchiola 50' (öngól) Lombardo 58' 75' Vierchowod 65' Bertarelli 80' (11-esből) Evani 85' (11-esből) | (0–0) | 72' Lupo | Stadio Luigi Ferraris, Genova Nézőszám: – Játékvezető: Luciano Luci |

Összesítésben a Sampdoria nyert (6–1).
| Az 1993–1994-es olasz labdarúgókupa győztese: |
| --------------------------------------------- |
| Sampdoria 4. cím                              |